# Advanced Open Water Diver

Taucher-Ausbildungslevel

Advanced Open Water Diver (abgekürzt AOWD, deutsch: ‚fortgeschrittener Freiwasser-Taucher‘) ist die Bezeichnung einer Brevetierung im PADI- und SSI-Ausbildungssystem. Voraussetzung für diese Gerätetaucher-Ausbildung ist der Open Water Diver-Kurs. Das PADI AOWD-Brevet (SSI Equivalent Advanced Adventurer) berechtigt auf Tiefen bis 30 Meter zu tauchen. Es gibt Tauchgebiete, die nur mit einer AOWD-Brevetierung oder höher betaucht werden dürfen. Nach der AOWD-Brevetierung kann ein Taucher sein Wissen im Rescue Diver-Kurs erweitern. Im deutschen Sprachraum wird ausschließlich die englische Bezeichnung verwendet.
Während eine Grundtauchausbildung – wie der Open Water Diver- oder CMAS Ein-Stern-Kurs – vorwiegend auf dem Taucher selbst und den Umgang mit seiner eigenen Tauchausrüstung fokussiert, legt die AOWD-Ausbildung das Hauptgewicht auf die Wahrnehmung der Umwelt (das Meer oder der See) sowie das Erlernen von optionalen Techniken und Verfahren.

## Verbreitung und Standardisierung

Übersicht über das PADI-Ausbildungssystem

PADI nennt den Kurs Advanced Open Water Diver. SSI sieht seinen Advanced Adventurer als gleichwertig zum PADI AOWD an. Der SSI AOWD wird nicht durch einen eigenen Kurs erlangt, sondern nach Absolvierung von vier Spezialisierungskursen und 24 geloggten und verifizierten Tauchgängen verliehen. Er liegt zwischen dem PADI AOWD und dem PADI Rescue Diver. CMAS kennt diese Ausbildungsstufe nicht. Teile des AOWD-Kurses sind im ein Sterne-Kurs enthalten, andere im zwei Sterne-Kurs. Manche CMAS-Verbände wie z. B. IAC bieten allerdings eigene AOWD-Kurse an. Diese nehmen Teile der zwei Sterne-Ausbildung vorweg und vereinfachen damit den Ausbildungsweg zum zwei Sterne-Taucher. NAUI nennt das AOWD-Brevet Advanced Scuba Diver. BSAC wiederum nennt es Sport Diver.
Im Gegensatz zur Open Water Diver- oder der Divemaster-Brevetierung ist die Advanced Open Water Diver-Zulassung nicht nach ISO oder DIN normiert.

## Kursinhalte
Der PADI-AOWD-Kurs besteht aus fünf Theorie-Lektionen und fünf Freiwasser-Tauchgängen. Die Lektionen Tieftauchen (30 m) und Unterwasser-Navigation sind Pflicht. Die restlichen drei Theorie-Lektionen und Tauchgänge können aus einer Reihe von Spezialgebieten (Specialties) gewählt werden, z. B.:
- Bergseetauchen
- Bootstauchen
- Fischbestimmung
- Fortgeschrittene Tarierung
- Multilevel-Tauchen
- Nachttauchen
- Nitrox
- Strömungstauchen
- Suchen und Bergen
- Trockentauchen
- Tauchscooter
- Unterwasser-Fotografie
- Unterwasser-Naturalist
- Unterwasser-Videografie
- Wracktauchen

## Anforderungen
Voraussetzung für einen AOWD-Kurs ist das OWD- oder ein äquivalentes Brevet und Tauchpraxis, die nicht zu lange zurückliegt. Eine aktuelle Tauchtauglichkeits-Bescheinigung ist in den meisten Ländern und von vielen Tauchorganisationen vorgeschrieben. Tauchschüler, die einen PADI-AOWD-Kurs besuchen wollen, müssen mindestens 15 Jahre alt sein. Ein PADI-Junior-AOWD-Kurs kann schon ab einem Alter von 12 Jahren besucht werden. Außer einer Tiefenbeschränkung auf 21 m unterscheiden sich diese Kindertauchkurse nur durch eine kindgerechte Vermittlung der gleichen Inhalte von den Erwachsenenkursen.
SSI setzt für den Advanced Adventurer ein Mindestalter von zehn Jahren voraus.